# Thomas Maischberger
Thomas Maischberger, detto "il grande silenzioso" (Mariazell, 13 febbraio 1857 – Liezen, 12 agosto 1946), è stato un alpinista austriaco,  e con Heinrich Pfannl, Viktor Wessely, Hans Lorenz, Heinrich Hess e Robert Hans Schmitt fu uno degli alpinisti più famosi e dotati tecnicamente dell'Austria a cavallo tra il XIX e il XX, l'epoca d'oro dei senza guida. Ottenne fama internazionale grazie ad alcune scalate particolarmente difficili e in quel periodo i grandi problemi tecnici di scalata delle Alpi dell'Ennstal e dei Monti del Dachstein, con lui trovarono rapidamente la loro soluzione. Nel 1905, un anno dopo l'amputazione della gamba,  fu di nuovo nelle Dolomiti, mentre l'anno seguente scalò il Wetterhorn, lo Jungfrau e il Monte Rosa, poi il Dom, il Claridenstock, il Gross-Spannort e altre cime svizzere, in seguito fece un'altra scalata del Monte Bianco, infine attraversò il monte Cervino e, nelle condizioni più sfavorevoli, conquistò il Grand Pic de la Meje.

## Biografia
Thomas Maischberger nacque a Mariazell nel 1857. Fu alpinista dal 1883, più intensamente dal 1889 e più rigorosamente dal 1896. Generalmente in compagnia di Hans Biendl, aveva percorso le Alpi orientali dall'Ortles al Großglockner. Maischberger non scrisse mai un resoconto né tenne una lezione sui suoi tour. Molti dei suoi viaggi in montagna sono rimasti per questo motivo sconosciuti. Il 29 maggio 1904, mentre scendeva da solo dall'Hoher Dachstein, cadde su una lastra di roccia ghiacciata e si ruppe una gamba sopra la caviglia, fu salvato solo il 31 maggio. Poiché la sua gamba sinistra dovette essere amputata sotto il ginocchio a causa del congelamento, a partire dal 1906 effettuò i suoi successivi tour con una protesi e continuò a cimentarsi in famose escursioni in montagna. Continuò a scalare i Quattromila del Cervino, Meije, Monte Bianco, incluso il Großglockner, all'età di 75 anni. Fu uno dei più grandi alpinisti di inizio secolo. In qualità compagno di Heinrich Pfannl, Maischberger, soprannominato "il grande silenzioso",  gestì numerosi itinerari che sono stati importanti fino ai tempi moderni (in totale 22 nel Gesäuse), tra cui classici sulle pareti nord dell'Hochtor e del Reichenstein, sulle creste sul Großer e del Kleiner Buchstein, Hochturm, Totenköpfel e Hahnstein. Ha guidato numerose escursioni in montagna nelle Alpi Venoste, nel Gruppo delle Vedrette di Ries, nelle Alpi della Zillertal, nel Gruppo del Glockner, nel Gruppo del Venediger e nelle Alpi dell'Ortles. Riuscì inoltre a registrare diverse prime ascensioni (1899-1901) nella regione dell'Hochkönig e nel Gesäuse. A 69 anni scalò da solo la cresta occidentale del Grande Buchstein, a 71 anni attraversò il Litzner e il Seehorn nella Silvretta e a 75 anni scalò il Grossglockner. Morì a Lienzen nel 1946 all'età di 89 anni. Tra il 1894-1946 fu membro dell'ÖAK, membro del comitato di lunga data, dal 1921 membro onorario del comitato, dal 1938 membro onorario. I suoi compagni di montagna furono H. Biendl, la guida alpina Peter Dangl detto il Vecchio, P. Gelmo, A. Gruber, Th. Keidel, F. Kleinwächter, L. Nemetschek, Heinrich Pfannl, Viktor Wessely e Franz Zimmer.

## Carriera alpinistica
- 1896 Primo tentativo del Manndlwand-Großer Schneeklammkopf, 2510 m, (Hochkönig, Alpi di Berchtesgaden)
- 1896 Primo tentativo del Manndlwand-Melkerlochkopf, (Hochkönig, Alpi di Berchtesgaden)
- 1896 Primo tentativo del Hochkönig-Manndlwand, (Hochkönig, Alpi di Berchtesgaden)
- 1896 Primo tentativo del Watzmann-Südgipfel, discesa verso ovest, (Alpi di Berchtesgaden)
- 1896 Primo tentativo del Griesmauer direttamente dal Geyerkamin, 2034 m, (Gruppo del Hochschwab)
- 1896 Primo tentativo del Schneeklammkopf, 2540 m, e Melkerlochkopf, 2545 m, (Manndlwand, Hochkönig)
- 1896 Primo tentativo del Hochthron-Südwandrampe "Pfannl-Maischberger", IV+, 400 HM, 2362 m, (Monti di Tennen)
- 1896 Prima salita alla parete sud del Werfener Hochthron, 2362 m, (Monti di Tennen)
- 1896 Prima salita alla vetta sudoccidentale (principale) dell'Hochtor, parete nordovest "Pfannl-Maischberger-Weg", III-IV, 900 m, 2369 m, (Alpi dell'Ennstal, Gesäuse)
- 1896 Prima salita al Grosser Buchstein cresta nordest e Buchsteinmauer, III, 2224 m, (Alpi dell'Ennstal, Gesäuse)
- 1896 Prima salita al Grosser Buchstein "Buchsteinmauergrat", 2224 m, (Alpi dell'Ennstal, Gesäuse)
- 1896 Prima salita al Kleiner Buchstein, 1990 m, al Grosser Buchstein "Kleiner Grat", 2224 m, (Ennstal Alpi)
- 1896 Prima salita: traversata della vetta media Kleiner Buchstein, 1990 m, al Buchsteinmauer, 2123 m, e alla cima San Gallo, 2144 m, (Alpi dell'Ennstal, Gesäuse)
- 1896 Prima salita della vetta media del Kleiner Buchstein - parete sud orientale, 1990 m, (Alpi dell'Ennstal, Gesäuse)
- 1896 Prima salita del Kleiner Buchstein da sud, 1990 m, (Alpi dell'Ennstal, Gesäuse)
- 1896 Prima salita del Kleiner Buchstein cima nord-est - cresta est, 1990 m, (Alpi dell'Ennstal, Gesäuse)
- 1896 Prima salita della cresta del Buchsteinmauer nord-est, 2123 m, (Alpi dell'Ennstal, Gesäuse)
- 1896 Prima salita del Daint de Mesdi "Maischberger-Führe", (Sella, Dolomiti)
- 1897 Prima salita del Hochturm-diretta, cresta ovest, 1959 m, (Alpi dell'Ennstal)
- 1897 Prima salita del Grosser Ödstein-Ödsteinkarwand da nord "Pfannl-Maischberger-Weg", 2308 m, (Alpi dell'Ennstal)
- 1897 Prima salita del Ödsteinkarwand-gola nordovest "Pfannl-Maischberger-Weg", III+, 2308 m, (Alpi dell'Ennstal, Gesäuse)
- 1897 Prima salita del Ödsteinkarwand-cresta nordest "Pfannl-Maischberger-Weg", III-, 2308 m, (Alpi dell'Ennstal, Gesäuse)
- 1897 prima salita del Festkogel parete nord "Uscita Pfannl variante", 2269 m, (Alpi dell'Ennstal, Gesäuse)
- 1897 Prima salita della parete nord del Festkogel "variante d'ingresso del canalone inferiore della parete nord", 2269 m, (Alpi dell'Ennstal, Gesäuse)
- 1897 Prima salita del Totenköpfl da ovest a est, 2184 m, (Alpi dell'Ennstal)
- 1897 Prima salita della cresta orientale del Totenköpfl in discesa, 2184 m, (Alpi dell'Ennstal)
- 1897 Prima salita del Vorderes (Kleines) Fieberhorn, 2157 m, (Monti di Tennen)
- 1897 Prima salita del Vorderes (Kleines) Fieberhorn - Piccola parete sud, 2157 m, (Monti di Tennen)
- 1897 Prima salita del Kleines (Vorderes) Fieberhorn - fascia parete sud-ovest "Maischberger-Führe", 2157 m, (Monti di Tennen)
- 1897 Prima salita del Vordere Karlspitze - parete sud, III, 370 HM, 2261 m, (Wilder Kaiser)
- 1897 Prima salita all'Ellmauer Halt - vecchia parete sud "Maischberger", III, 250 HM, 2344 m, (Wilder Kaiser)
- 1897 Prima salita dal Marchanthorn al Großer Dreizinthorn - salita nord, 2484 m, (Leoganger Steinberge)
- 1898 Prima salita all'Hochzinödl - cresta sud-sudovest, 2191 m, (Alpi dell'Ennstal, Gesäuse)
- 1898 Prima salita all'Hallermauerngrat, (Ennstal Alpi)
- 1898 Prima salita invernale al Drei Kanten -cima centrale-gola sudovest "Gamsschlucht" in discesa, 2219 m, (Alpi dell'Ennstal)
- 1898 Prima salita (salita invernale) Großer Buchstein-Westgrat, III, 280 HM, 2224 m, (Alpi dell'Ennstal, Gesäuse)
- 1898 Prima salita della cresta orientale della vetta principale dello Sparafeld in discesa, 2247 m, (Alpi dell'Ennstal, Gesäuse)
- 1898 Primo tentativo alla torre est dello Sparafeld e passaggio alla vetta principale attraverso la cresta est, 2247 m, (Alpi dell'Ennstal, Gesäuse)
- 1898 Primo tentativo alla cresta est Admont Reichenstein, 2251 m, (Alpi dell'Ennstal)
- 1899 Primo tentativo alla vetta sudovest del Kleiner Buchstein cresta sudovest, 1990 m, (Alpi dell'Ennstal)
- 1899 Primo tentativo alla parete sud del Grosser Buchstein, 2224 m, (Alpi dell'Ennstal, Gesäuse)
- 1899 Primo tentativo alla cresta ovest del Grosser Buchstein, III, 280 m, 2224 m, (Alpi dell'Ennstal, Gesäuse)
- 1899 Primo tentativo invernale alla parete sud del Grosser Buchstein "parete sud", 2224 m, (Alpi dell'Ennstal, Gesäuse)
- 1899 Primo tentativo con la salita all'Hohes Dirndl - parete sud "Pfannl/Maischberger", III-IV, 600 HM, 2829 m, (zona del Dachstein)
- 1899 Prima salita del Torstein - parete sud est "Torbogen-Südwand", 2948 m, (Monti del Dachstein)
- 1899 Prima salita del Torstein - parete sud - pilastro sud "Pfannl-Weg", 2948 m, (Monti del Dachstein)
- 1899 Prima salita del Hahnstein presso Admont, 1670 m, (Alpi dell'Ennstal, Gesäuse)
- 1899 Prima salita del Hahnstein (Hochplanmauer) - cima nord - salita est, 1675 m, (Alpi dell'Ennstal)
- 1899 Prima salita del Hahnstein (Hochplanmauer)-cima centrale-cresta nordest, 1670 m, (Alpi dell'Ennstal, Gesäuse)
- 1899 Prima salita dell'Hahnstein (Hochplanmauer)-cima centrale, 1670 m, fino alla cima sud, 1697 m, (Alpi dell'Ennstal)
- 1899 Prima salita dell'Hahnstein (Hochplanmauer)-cima sud-salita est, 1697 m, (Alpi dell'Ennstal)
- 1899 Prima salita dell'Hoher Göll-Parete Est "Pfannl-Maischberger", 2522 m, (Alpi di Berchtesgaden)
- 1900 Prima salita del Kleiner Ödstein-gola nord "variante di uscita", 2081 m, (Alpi dell'Ennstal)
- 1900 Prima salita del Vorderes (Kleines) Fieberhorn da nord a sud, 2157 m, (Monti di Tennen)
- 1900 Prima salita del Pfaffenstein-cresta ovest, 1870 m, (Gruppo Hochschwab)
- 1900 Prima salita dell'Aiguille de Triolet dal Col de Triolet e fianco nord-ovest, III, 3870 m, (zona del Monte Bianco)
- 1900 Prima traversata della cima principale del Dente del Gigante, cresta nord-est e parete nord-ovest, IV, 200 m, 4013 m, (zona del Monte Bianco)
- 1900 Terza e Prima salita senza guida del Monte Bianco, cresta di Peuterey via Aiguille Blanche de Peuterey, 4807 m, (zona del Monte Bianco)
- 1901 Prima salita dell'Admonter Reichenstein, parete nord-est immediata "Pfannl-Maischberger", IV, 2251 m, (Alpi dell'Ennstal, Gesäuse)
- 1901 Prima salita del Tamischbachturm, parete nord diretta, 2035 m, (Alpi dell'Ennstal)
- 1901 Prima salita del Plattenkogel cima est - cresta est-sud-est, 1983 m, (Alpi dell'Ennstal)
- 1901 Prima salita del Torstein - cresta superiore sudovest "variante Pfannl", 2948 m, (Monti del Dachstein)
- 1901 Prima salita del Mitterspitz - cresta sud-est in discesa, 2922 m, (Monti del Dachstein)
- 1901 Prima salita della cresta est del Buchsteinmauer "variante d'uscita", 2123 m, (Alpi dell'Ennstal, Gesäuse)
- 1901 Prima salita della cresta est del Buchsteinmauer "variante d'ingresso", 2123 m, (Alpi dell'Ennstal, Gesäuse)
- 1901 Prima salita della cresta sud-est del Grosser Buchstein, 2224 m, (Alpi dell'Ennstal)
- 1901 Prima salita della cresta ovest del Grosser Buchstein "variante Pfannl-Maischberger", 2224 m, (Alpi dell'Ennstal)
- 1901 Prima salita dell'Admonter Reichenstein-immediata parete nord-est del "Pfannl-Maischberger", IV, 2251 m, (Alpidell'Ennstal, Gesäuse)
- 1901 Prima salita del Mitterspitz - cresta sud-est in discesa, 2922 m, (Monti del Dachstein)
- 1901 Prima salita del Dachstein Hauptstock da ovest a est, 2995 m, (Monti del Dachstein)
- 1902 Prima salita della Reichenspitze, 3303 m, alla Wildgerlosspitze, 3278 m, (Alpi della Zillertal)
- 1902 Prima salita del Hahnenkamm, 3209 m, (Alpi della Zillertal)
- 1902 Prima salita del Krimml Kamm dal Maurerkeesköpfen al Cima Tre Tre, 3499 m, (Gruppo del Venediger)
- 1902 Prima salita della cresta est del Dreiherrenspitze, III, 3499 m, (Alti Tauri)
- 1902 Prima salita del Roßlahnerkopf dall'Habachtal, 2861 m, (Alti Tauri)
- 1904 Salita in solitaria del Dachstein, 2995 m, (Monti del Dachstein)
- 1906 Salita in solitaria della Grindelwalder Wetterhorn, 3692 m, (Alpi Bernesi)
- 1906 Salita in solitaria del Jungfrau, 4158 m, (Alpi Bernesi)
- 1921 Prima salita dell'Hochwildstelle (Hohe Wildstelle) - parete nord "Gelmo-Maischberger", 2747 m, (Schladminger Tauern)
- 1926 Salita in solitaria del Grosser Buchstein-West Cresta "Pfannl-Maischberger", III, 2224 m, (Alpi dell'Ennstal)
- 1928 Salita del Großlitzner, 3109 m, e del Großes Seehorn, 3121 m, (Silvretta)
- 1932 Il migliore. Großglockner, 3798 m, (Alti Tauri); prima salita del Manndlwand-Vierrinnenköpfe, (zona Hochkönig, Alpi di Berchtesgaden); prima salita del Manndlwand-Kleine Gamsleitenköpfe, (zona Hochkönig, Alpi di Berchtesgaden); prima salita del Torstein-Windlegergrat, 2948 m, (Gruppo del Dachstein); salita in solitaria del Montasch-parete nord "Kugy-Führe", 2754 m, (Alpi Giulie); salita invernale in solitaria del Grosser Scheiblingstein-parete sud, 2200 m, (Alpi dell'Ennstal, Gesäuse); prima salita del Grosser Ödstein-Parete Nord, 2335 m, (Alpi Vallesi); salita del Monte Rosa, 4634 m, (Alpi Vallesi); salita del Dom, 4545 m, (Alpi Vallesi); traversata del Cervino, 4478 m, (Alpi Vallesi); salita del Piz Morteratsch, 3751 m, (Bernina); salita del Piz Julier (guglia), 3380 m, (Alpi dell'Albula, Svizzera); salita del Groß Spannort, 3198 m, (Alpi Uri); traversata del Monte Bianco, 4807 m, (zona del Monte Bianco); salita del Meije, 3983 m, (Delfinato)[1][2][3][4]